# Ritualismo
O ritualismo, na história do cristianismo, refere-se a uma ênfase nos rituais e cerimônia litúrgica da igreja, em particular da Sagrada Comunhão.

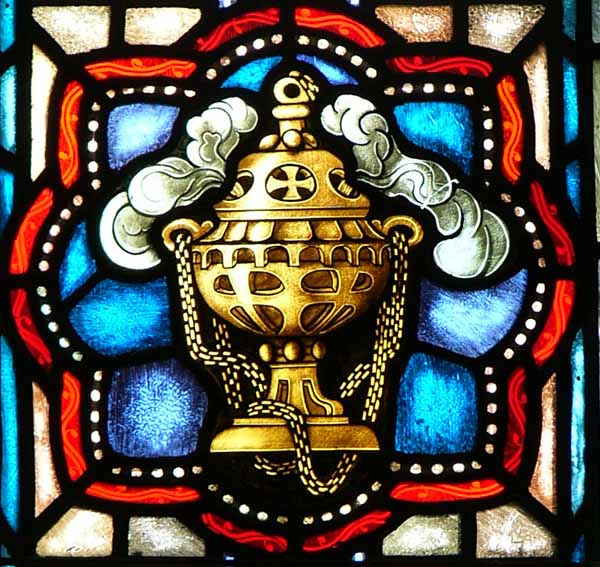
Imagem de um turíbulo em um vitral, Igreja de Santo Inácio, Chestnut Hill, Massachusetts

Na Igreja Anglicana do século XIX, o papel do ritual tornou-se uma questão controversa. O debate sobre o ritual também foi associado a lutas entre os movimentos High Church e Low Church.